# ジョン・ビング
ジョン・ビング（John Byng、1704年10月29日 - 1757年3月14日）は、イギリスの提督。7年戦争初期のミノルカ島の海戦で「最善を尽くさなかった」として軍法会議にかけられ、銃殺刑に処された。

## 前半生
ジョン・ビングは初代トリントン子爵ジョージ・ビングの4男としてイングランドのベッドフォードシャーで生まれた。
父のジョージも提督で、ウィリアム3世の即位を支援し、その後は数々の海戦に勝利して王の信頼を勝ち取った。ジョンが14歳でイギリス海軍に入隊する1718年ごろにはジョージは財産と名声を積み重ねた輝かしい経歴を持つ提督と考えられていた。彼は1721年にジョージ1世によって子爵に叙せられる。
イギリス貴族の財産と爵位は通常長男が全て継承するため、ジョン・ビングには自分の領土を得る必要があった。しかし彼の海軍での急速な昇進には父ジョージの威光が大きく関わっていたのだろう。最終的に、父と子の人生は全く違った結末を迎えることになる。
当初、ジョン・ビングは地中海で任務に就いた。1723年に19歳で海尉となり、4年後には20門スループ「ジブラルタ」の艦長となる。彼は1739年まで地中海に配備されていたが、特筆すべき出来事はなかった。
1742年、ビングはニューファンドランド総督に任命される。
その後1745年に少将、1747年には中将に昇進した。ビングは総じて快適な海域に配備されることが多く、海軍のより困難な任務を体験していなかった。

## ミノルカ島の海戦
スペイン継承戦争中の1708年にイギリスはミノルカ島を占領し、その後半世紀の間領有し続けた。しかしミノルカはトゥーロン艦隊の脅威に晒されており、フランスは1756年に七年戦争が始まるとミノルカ島に侵攻した。
これを受けてイギリス政府はビングにマオン港のセント・フィリップ砦救援を命じる。ビングは遠征の準備には資金も時間も十分ではないと訴えたが、認められることはなかった。さらには出航命令が何故か5日遅れるという事態も発生し、これは遠征の成否に決定的な影響を与えた。このため、ビングに与えられたのは10隻の老朽化した人員不足の戦列艦でしかなかった。さらに要塞守備隊への増援として海兵隊を派出すれば、人員不足は危険なまでに深刻化する。ビングは事前に残していた書簡でミノルカ島防衛を絶望視しており、困難が明らかになればすぐにジブラルタルに引き返すつもりでいると述べている。彼はまたジブラルタルから重要な報告書を海軍本部に送った。総督がマオン港への兵力派遣を拒否したのである。
ビングは5月8日にジブラルタルを出航した。フランスはイギリス戦隊がミノルカに到着するまでにすでに1万5千人を上陸させていた。19日、ビングはミノルカ西方沖に到着するが、増援を揚陸する前にフランス戦隊と遭遇する。
ミノルカ島の海戦は翌20日に発生した。ビングの戦隊は風上に占位し、ガリソニエール侯爵のフランス戦隊に浅い角度で並航して接近していった。そのためイギリスの先頭艦「デファイアンス」が交戦をはじめたとき、ビングの旗艦「ラミリーズ」を含む後続艦は射程外にあった。デファイアンスは集中砲火で酷く損傷して戦列を離脱する。ラミリーズの旗艦艦長は戦列を崩してもフランス戦隊中央部を攻撃することを進言したが、ビングは拒否する。同様の行動をとったトマス・マシューズ提督が軍法会議にかけられたためである。結局フランス戦隊は同規模のイギリス戦隊から無傷で逃走した。
海戦の後ビングは4日間ミノルカ周辺に留まったが、フランス戦隊を再捕捉することは出来なかった。そこでビングは一旦ジブラルタルに引き返し、負傷者を上陸させ、艦を修理した後に再度セント・フィリップ砦救援に向かおうと決断した。しかしこの計画を実行に移す前に本国からの連絡が入り、ビングは解任、そして拘禁されてしまう。一方砦は6月29日に降伏し、全将兵はイギリスに送り返されることとなる。

## 軍法会議と処刑
砦の失陥は最初イギリス国民を憤慨させた。
ビングは本国に送還され、戦時服務規程違反として軍法会議にかけられる。この規定は当時敵に対して最善を尽くさなかった士官を処罰する規定が改定されたばかりであった。これにはオーストリア継承戦争中の1745年に、44門フリゲートアングルジーのベイカー・フィリップスという若い海尉が銃殺された事件が関係している。アングルジーのエルトン艦長は砲撃により戦死し、その後指揮権を引き継いだフィリップスはフランスに降伏せざるを得なかったのだが、これが「最善を尽くさなかった」と判断されたのである。
裁判ではエルトンの落ち度が明らかになったのにもかかわらず、フィリップスの処刑は海軍の高官たちに承認された。彼らは同階級の士官たちにはよく見せる寛大さを若い海尉に対して発揮しなかったのである。フィリップスの刑はポーツマス泊地で執行された。この不公正な審判はイギリス国民を激怒させ、戦時服務規程は交戦時に「最善を尽くさなかった」士官すべてを死刑にするよう改定された。
一方ビングがミノルカで全力を尽くさなかったのは否定できない。彼は命をかけてでもフランス艦隊を追撃するべきだったのである。ビングの裁判では「怯懦」「不忠実」については無罪とされ、ただ「最善を尽くさなかった」ために有罪だと判断された。
軍法会議に戦時服務規程を歪める権限はないため、ビングは自動的に銃殺刑が確定した。しかしながら審議に加わった士官たちはビングが国王の特赦を得られることを期待し、海軍本部に口利きを依頼したのである。
刑罰の重さに加えて、海軍本部はビングにすべての責任を負わせることで非難を逃れようとしているという尤もな見方が広まったため、当初はビングに厳罰を望んでいた海軍士官や国民はビングに同情的になっていった。当時庶民院の議長だったチャタム伯ウィリアム・ピットは王に「陛下、庶民院は慈悲を望んでおります」と訴えたが、ジョージ2世は「あなたは私に庶民院の感覚が国民のそれとは違うことを教えてくれた」と返答した。
結局王の赦免は得られず、ビングの処刑は1757年3月14日に戦列艦「モナーク」の艦上で執行された。

## 影響
ビングの処刑はヴォルテールの小説「カンディード」で風刺されている。ポーツマスでカンディードは海軍士官の銃殺を目撃し、こういうのである。「この国では時々提督を銃殺したほうが後進が育ちやすくなる」(Dans ce pays-ci, il est bon de tuer de temps en temps un amiral pour encourager les autres)。
この時代の提督で処刑されたのはビングが最後である。そして22年後に服務規程は「死刑、または違反の性質や程度に応じたほかの望ましい刑罰」と緩和された。
また2007年にビングの子孫がイギリス政府に名誉回復を求めたが、国防省は拒否した。
親族とベッドフォードシャー・サウスヒルにある支援者団体はこれからも赦免を求め続けると表明している。
ビングの処刑は「イギリス史上最悪の合法殺人」とも称されている。しかし一方では海軍士官の引き締めに役立ったと評価されることもある。処刑によって諸外国海軍に比べて際立って攻撃的な姿勢が生まれ、質的な優位へとつながったのである。
敗戦の危険を冒さなければ、確実に処罰されると知った指揮官たちの奮戦は大英帝国の形成と防衛に貢献した。
「法律の殺人」は海軍士官には単なる勇気と忠誠以上のものが期待されていると荒っぽいやり方で示したのである。
しかし、政策としての成功は犠牲者の家族にとって何の意味もなかった。サウスヒルのオール・セインツ教会のビング家の納骨堂にある墓碑銘には「政府の公正性に不滅の傷をのこし、青色艦隊大将ジョン・ビング閣下、政治迫害の殉教者として1757年3月14日、勇気と忠誠だけでは海軍士官の生命と名誉が保障されない時代に永眠」と刻まれており、親族と大部分の国民の見方をよく表している。
なお墓碑銘の原文は以下の通りである。
To the perpetual Disgrace 
of PUBLICK JUSTICE 
The Honble. JOHN BYNG Esqr 
Admiral of the Blue 
Fell a MARTYR to 
POLITICAL PERSECUTION 
March 14th in the year 1757 when 
BRAVERY and LOYALTY 
were Insufficient Securities 
For the 
Life and Honour 
of a 
NAVAL OFFICER